# Mattie Hite
Mattie A. Hite (* September 1889 in Atlantic City; † 7. April 1934) war eine amerikanische Bluessängerin.

## Leben und Wirken
Über Hites Familie und ihre Erziehung ist nur sehr wenig bekannt; möglicherweise war sie eine Nichte des Saxophonisten Les Hite. Lange galt New York City als ihr vermuteter Geburtsort; sie lebte in Atlantic City (wo sie am Ende ihres Lebens mit Harry Austin verheiratet war).
1914 sang Hite in New York im Barron Wilkin’s Astoria Cafe. Um 1915 arbeitete sie in Chicago im Panama Club, oft zusammen mit Künstlern wie Alberta Hunter, Cora Green und Florence Mills. Auch im folgenden Herbst sang sie wiederum dort und ebenso im Elite Cabaret in Chicago. 1919 trat sie in Cabarets in New York City auf und sang in Nachtlokalen wie Barron Wilkin’s Astoria Cafe oder Pod’s and Jerry’s. Hite nahm 1921 für Victor Records auf, aber das Ergebnis wurde nicht veröffentlicht. Weitere Aufnahmen machte sie 1923 mit Fletcher Henderson für Pathé Records, 1923 und 1924 für das Bell-Label und 1930 mit Cliff Jackson für Columbia Records. Von 1928 bis 1932 trat sie in verschiedenen Revuen im Lafayette Theater in New York City auf.
Hite blieb vor allem mit ihrer Version von „St. James Infirmary“ (1930) bekannt. James P. Johnson bezeichnete sie als „eine der größten Club-Sängerinnen aller Zeiten“. Ihre Aufnahmen wurden in der Kompilation Female Blues Singers. Vol 9 H (1923–1930) von Document Records wiederveröffentlicht.